# 쿠도 하루카 (가수)
쿠도 하루카(일본어: 工藤 遥 구도 하루카[*], 1999년 10월 27일~)는 일본의 가수이다. 여성 아이돌 그룹 모닝구무스메의 멤버로 활동하기도 하였다. 전 업프런트 크리에이트, 저스트 프로(업무 제휴) 소속. 사이타마현 출신.

## 인물
- 솔로인 다나카 레이나를 동경하고 좋아함.
- 친구 모닝구무스메 10기 사토 마사키.모닝구무스메 11기 오다 사쿠라.Juice=Juice 다카기 사유키, BEYOOOOONDS멤버인마에다 코코로의오빠인마에다 켄타로와소꿉친구사이

## 약력
2010년
- 6월 22일,「2010 헬로! 프로젝트 신인 공연 3월 ~요코하마 GOLD!~」에서 하로프로에그의 신멤버로서 소개된다.
- 5월 1일,「헬로! 프로젝트 presents ~하로☆페스 in 오다이바 구루메 PARK~」에서 스테이지상에서 퍼포먼스를 첫 피로.

2011년
- 9월 29일, 일본 무도관에서 행해진「모닝구무스메。콘서트 투어 2011 가을 사랑 BELIEVE ~다카하시 아이 졸업기념 스페셜~」에서 약 6000명이 응모한「모닝구무스메。10기 멤버「건강표」오디션」에 합격해, 모닝구무스메。제10기 멤버로 선택되었던 것이 발표되었다[1].
- 10월 8일부터의 뮤지컬「리본 ~생명의 오디션~」에 출연한다.
- 12월 14일부터의 무대「1974(이크나요)」에 출연한다.

2012년
- 8월 24일, 왼쪽 무릎의 아픔을 호소에 의해 진단되어「왼쪽 좌골 염좌」에 의해 전치 1개월로 진단된 이시다 아유미와 함께 활동을 쉬는 것이 공식 사이트에서 발표되었다[2].

2017년
- 4월 29일, 여배우 활동에 목표하고 싶은 이유로 일본무도관에서 하는 모닝구무스메。'17 가을 콘서트 투어 최종 공연을 마지막으로 모닝구무스메。'17 그리고 헬로! 프로젝트를 졸업하는 것을 발표[3].
- 12월 8일, M-line club의 가입이 발표되었다[4].
- 12월 11일, 일본 무도관에서 행해진「모닝구무스메。탄생 20주년 기념 콘서트 투어 2017 가을 ~We are MORNING MUSUME。~」의 공연에서 모닝구무스메。'17 및 헬로! 프로젝트를 동시 졸업.

2018년
- 1월 12일, 블로그 개설.
- 2월 1일, 소속 사무소 J.P ROOM으로 이적.

2020년
- 7월, 소속사 J.P ROOM이 저스트 프로와 업무 제휴하여 저스트 프로와의 제휴 탤런트가 되었다.

2023년
- 1월 1일, 소속 사무소를 저스트 프로로 이적해, 새롭게 전 사무소의 계열 사무소인 업프런트 크리에이트와 업무 제휴를 개시.

2025년
- 3월 5일, 같은 달 31일자로 소속 사무소 저스트 프로를 퇴소하는 것을 발표[5]. 연예 활동은 계속한다.
- 3월 31일, 소속사 저스트 프로, 업프런트 크리에이트를 퇴소.

## 작품

### 영상 작품
- 공간 젤리「지금이 언젠가가 되기 전에」(2011년 2월)
- Greeting ~쿠도 하루카~ (2012년 6월 29일) - e-LineUP! 한정 판매
- HARUKA (2012년 11월 7일)
- 遥 -thirteen- 工藤遥DVD (2013년 5월 16일) - e-LineUP! 한정 판매
- Simple (2014년 10월 22일)
- 春夏-Haruka- (2016년 7월 6일)
- Do The Vacation (2017년 11월 22일)

### 착신 악곡
- Miss変換 !! / 쿠도 하루카 & 사토 마사키 (모닝구무스메'17) (2017년 5월 19일)[6]

### 캐릭터송
- 快盗戦隊ルパンレンジャーVS警察戦隊パトレンジャー VSキャラクターソングアルバム (2018년 12월 26일)
  - 하야미 우미카/루팡 옐로우 (쿠도 하루카)「Dear My Friends」

## 출연

### 텔레비전
- 하로프로! TIME (2011년 9월 - 2012년 5월, 테레비도쿄)
- 하로! SATOYAMA 라이프 (2012년 6월 - 2013년 12월 26일 , 테레비도쿄)
- 쾌도전대 루팡레인저 vs. 경찰전대 패트레인저 (2018년 2월 11일 - 2019년 2월 10일, 테레비아사히) - 하야미 우미카/루팡 옐로우 역

### 콘서트 · 라이브
단독
- KUDO HARUKA LIVE 2024「stuffin」(2024년 3월 20일, 요코하마 랜드마크 홀, 2회 공연)

합동
- 2010 헬로! 프로젝트 신인 공연 3월 ~요코하마 GOLD!~ (2010년 3월 27일, 요코하마 BLITZ)
- 2010 헬로! 프로젝트 신인 공연 6월 ~요코하마 HOP!~ (2010년 6월 5일, 요코하마 BLITZ)
- Hello! Project 2010 SUMMER ~판코라!~ (2010년 7월 18일 - 8월 8일, 4개 도시 13회 공연)
- 2010 헬로! 프로젝트 신인 공연 9월 ~요코하마 STEP!~ (2010년 9월 5일, 요코하마 BLITZ)
- 2010 헬로! 프로젝트 신인 공연 11월 ~요코하마 JUMP!~ (2010년 11월 28일, 요코하마 BLITZ)
- Hello! Project 2011 WINTER ~환영 신선축제~ (2011년 1월 2일 - 23일, 3개 도시 20회 공연)
  - 좋잖아 라이브(A패턴 공연)는 12회 공연, 깜짝 라이브(B패턴 공연)는 8회 공연
- 마노 에리나 콘서트 투어 2011 ~스무살의 아가씨 801 DAYS~ (2011년 5월 28일 - 6월 11일, 2개 도시 4회 공연)
- Hello! Project 2011 SUMMER ~일본의 미래는~ (7월 16일 - 8월 14일 3개 도시 18회 공연)
  - WOW WOW 라이브와 YEAH YEAH 라이브는 각 9회 공연
- 하로프로에그 2011 발표회 ~9월의 생 계란 Show!~ (2011년 9월 11일, 요코하마 BLITZ)
- 콘서트 투어 2011 가을 사랑 BELIEVE ~다카하시 아이 졸업기념 스페셜~ (2011년 9월 29일 · 30일, 일본 무도관)-데뷔무대
- M-line Special 2021 ~Make a Wish!~ (2021년 2월 6일, 난바 Hatch, 2회 공연, 2월 13일 · 14일, 나카노 선플라자, 3회 공연)

### 이벤트
- 헬로! 프로젝트 presents ~하로☆페스 in 오다이바 구루메 PARK~ (2010년 5월 1일, 오다이바 구루메 PARK 내 특설 스테이지)
- 시오도메 2010 (2010년 8월 12일 · 19일 · 26일, 시오도메 AX)
- 「힘내자 일본사랑은 이긴다」프로젝트 (2011년 4월 9일, 야마시타 공원 외)
- 「One Love Life Live」음악 & 코미디 라이브 (2011년 5월 3일 - 5일, 후지테레비 1층 광장 특설 스테이지)
- 하로프로에그 시오도메 AX 이벤트 (2011년 6월 19일, 시오도메 AX)
- 하로프로에그 하기휴가 전 스페셜! ~신인씨!?, 계세요!~ (2011년 7월 13일 - 14일, 퍼시픽헤븐)
- 시오하쿠「시오도메☆아이돌 카니발! 2011 in SHIODOME-AX」하로프로에그 신멘을 맞이해 하기휴가 중 데라 AX! (2011년 8월 11일 · 18일, 시오도메 AX)
- TOKYO IDOL FESTIVAL 2011 (2011년 8월 27일, 오다이바 아오미 특설 회장, 마노 에리나 백댄서)
- 니이가키 리사 & 후쿠무라 미즈키 이벤트 (2011년 10월 23일, 한편 밖에 교향곡 힐즈 모차르트 홀, 서프라이즈 게스트)
- 헬로! 프로젝트 모베키마스 11/16 발매「ブスにならない哲学」예약&악수회 이벤트 (2011년 10월 29일, 도쿄 돔 시티 LaQua 라크아가덴 스테이지)
- 헬로! 프로젝트 모베키마스 11/16 발매「ブスにならない哲学」예약&악수회 미니 LIVE 이벤트 (2011년 11월 12일, 센다이 이온 토미야 쇼핑센터 3F 주차장 특설 스테이지)
- 헬로! 프로젝트 모베키마스 Single「ブスにならない哲学」발매 기념 이벤트「헬로! 프로젝트☆페스티벌 2011」(2011년 11월 23일, 도쿄 요미우리 랜드 EAST)
- 용기의 날개 2011 토크 이벤트 (2011년 11월 25일, 트렛사 요코하마 북동 2F 리용 광장)
- 모닝구무스메。10기 멤버 피로연 악수회 이벤트 (2011년 11월 26일, 오사카 아리오풍 1층 옥외 이벤트 광장, 나고야 이마이케 카스홀)
- 모닝구무스메。10기 피로연 이벤트 (2011년 12월 25일, 요코하마 BLITZ)

### 무대 · 뮤지컬
- 2010 추계 에그 연수 발표회 ~여배우 선언~ (2010년 10월 1일 - 3일, 시사 통신 홀)
- 공간 젤리 vol.12「지금이 언젠가가 되기 전에」(2010년 10월 30일 - 11월 7일, 이케부쿠로 씨어터 그린 BIG TREE THEATER) - 히구치 카나다 역
- 리본 ~생명의 오디션~ (2011년 10월 8일 - 17일, 전노제 홀 스페이스 제로) - 레오나르도 다 빈치 역
- 1974(이크나요) (2011년 12월 14일 - 18일[7], 신쥬쿠 키노쿠니야 서든 씨어터)

### 영화
- 쾌도전대 루팡레인저 vs. 경찰전대 패트레인저 en film (2018년 8월 4일, 도에이) - 하야미 우미카/루팡 옐로우 역
- 루팡레인저 vs. 패트레인저 vs. 큐레인저 (2019년 5월 3일, 토에이) - 하야미 우미카/루팡 옐로우 역
- 극장판 기사룡전대 류소저 vs. 루팡레인저 vs. 패트레인저 (2020년 2월 8일, 도에이) - 하야미 우미카/루팡 옐로우 역
- 노하루 코테리상 (2020년 6월 예정)
- 461개의 도시락 (2020년 11월 6일, 도에이) - 키시와기 레이나 역

## 서적

### 단행본
- 마쨩과 쿠도의 하로프로 선배 탐방단 (2014년 10월 16일, 타케쇼보) ISBN 978-4-8019-0026-4
- 쿠도 하루카 퍼스널북「Haruka」(2019년 4월 27일, 와니북스) ISBN 978-4-8470-8209-2

### 사진집
- 모닝구무스메。9 · 10기 1st official Photo Book (2012년 9월 10일, 와니북스)
- 1st 솔로 사진집「Do」(2012년 10월 27일, 와니북스) ISBN 978-4-8470-4503-5
- 아로하로! 모닝구무스메。10기 사진집 (2013년 1월 16일, 카도카와쇼텐)
- 모닝구무스메。텐키구미 BOOK (2013년 12월 1일, 와니북스)
- 2nd 솔로 사진집「あした天気になーれ!」(2014년 9월 25일, 와니북스) ISBN 978-4-8470-4686-5
- 3rd 솔로 사진집「ハルカゼ」(2016년 2월 27일, 와니북스) ISBN 978-4-8470-4822-7
- 4th 솔로 사진집「Kudo Haruka」(2017년 10월 27일, 와니북스) ISBN 978-4-8470-4961-3
- 5th 솔로 사진집「Lively」(2020년 3월 27일, 와니북스) ISBN 978-4-8470-8276-4

## 소속 유닛
- 모닝구무스메 (2011년 ~ )
- 트리플렛 (2014년 ~ )